# Plessis-Saint-Benoist
Pour les articles homonymes, voir Benoist.
Plessis-Saint-Benoist (prononcé [plesi sɛ̃ bǝnwa] ) est une commune française située dans le département de l'Essonne en région Île-de-France.

## Géographie

### Situation

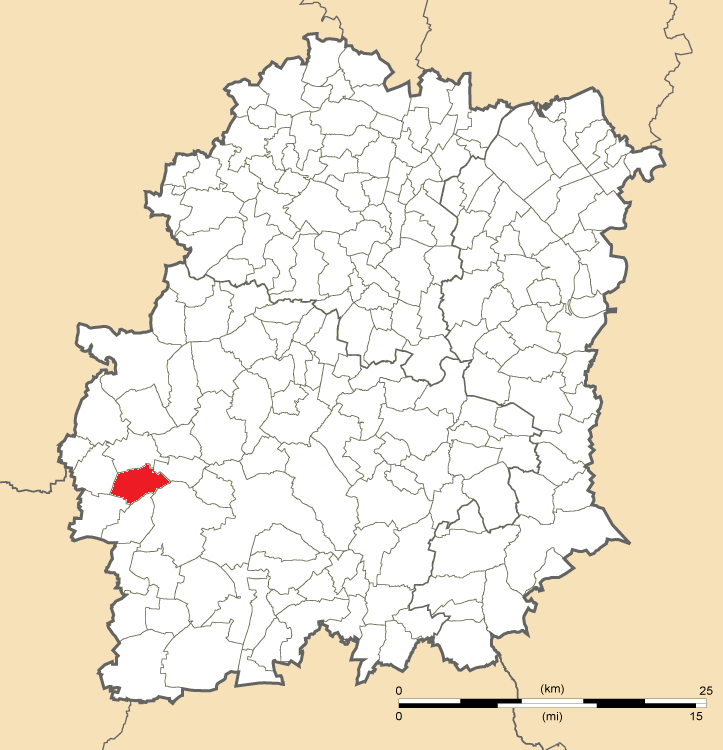
Position de Plessis-Saint-Benoist en Essonne.

Plessis-Saint-Benoist est située à cinquante-trois kilomètres au sud-ouest de Paris-Notre-Dame, point zéro des routes de France, trente-neuf kilomètres au sud-ouest d'Évry, douze kilomètres à l'ouest d'Étampes, neuf kilomètres au sud de Dourdan, vingt-quatre kilomètres au sud-ouest d'Arpajon, vingt-six kilomètres au sud-ouest de La Ferté-Alais, vingt-neuf kilomètres au sud-ouest de Montlhéry, trente-quatre kilomètres au sud-ouest de Palaiseau, trente-quatre kilomètres au nord-ouest de Milly-la-Forêt, trente-neuf kilomètres au sud-ouest de Corbeil-Essonnes.
Elle fait partie de l'aire d'attraction des villes de Paris et de la zone d'emploi comme du bassin de vie d'Étampes

### Communes limitrophes
Les communes limitrophes sont  Authon-la-Plaine, Boutervilliers, Chalo-Saint-Mars, Mérobert, Richarville et Saint-Escobille.

### Climat
Pour des articles plus généraux, voir Climat de l'Île-de-France et Climat de l'Essonne.
En 2010, le climat de la commune est de type climat océanique dégradé des plaines du Centre et du Nord, selon une étude du CNRS s'appuyant sur une série de données couvrant la période 1971-2000. En 2020, Météo-France publie une typologie des climats de la France métropolitaine dans laquelle la commune est exposée à un climat océanique altéré et est dans la région climatique Sud-ouest du bassin Parisien, caractérisée par une faible pluviométrie, notamment au printemps (120 à 150 mm) et un hiver froid (3,5 °C).
Pour la période 1971-2000, la température annuelle moyenne est de 10,7 °C, avec une amplitude thermique annuelle de 15,3 °C. Le cumul annuel moyen de précipitations est de 650 mm, avec 10,8 jours de précipitations en janvier et 7,7 jours en juillet. Pour la période 1991-2020, la température moyenne annuelle observée sur la station météorologique la plus proche, située sur la commune de Sainville à 10 km à vol d'oiseau, est de 11,3 °C et le cumul annuel moyen de précipitations est de 655,5 mm,. Pour l'avenir, les paramètres climatiques de la commune estimés pour 2050 selon différents scénarios d'émission de gaz à effet de serre sont consultables sur un site dédié publié par Météo-France en novembre 2022.

### Milieux naturels et biodiversité
Les bosquets boisés répartis sur le territoire ont été recensés au titre des espaces naturels sensibles par le conseil départemental de l'Essonne.

Carte des ZNIEFF de la commune
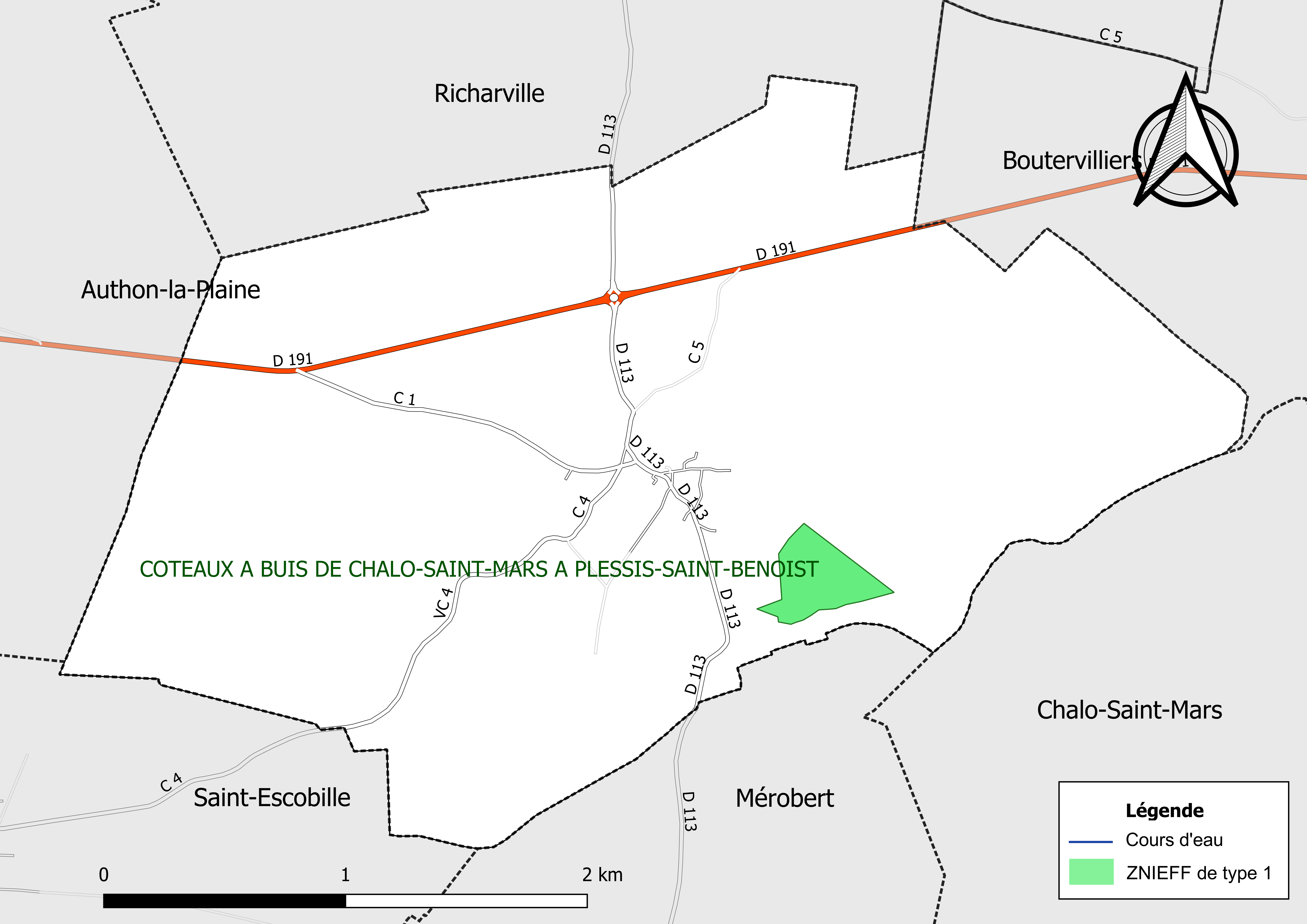
ZNIEFF de type 1
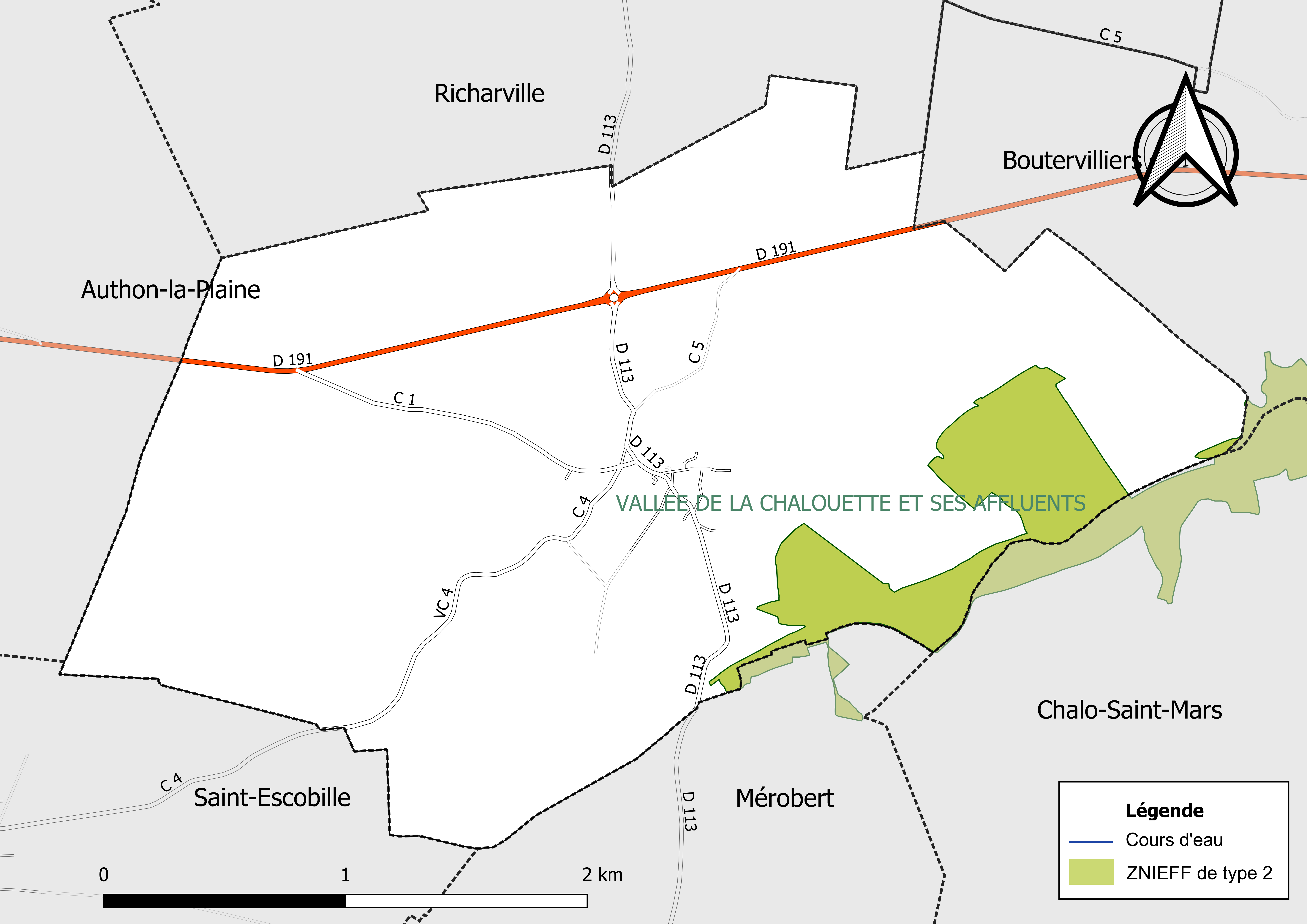
ZNIEFF de type 2

## Urbanisme

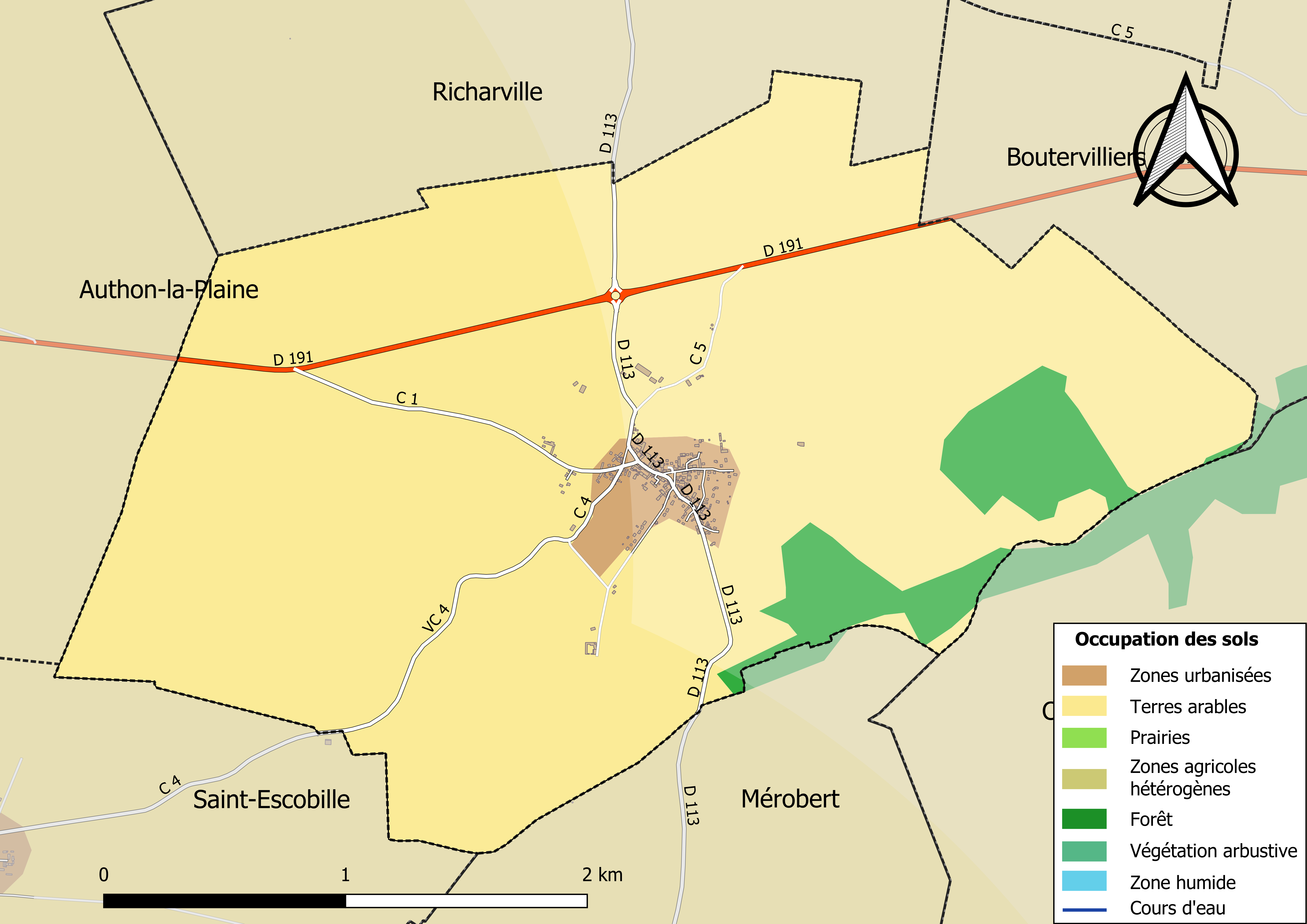
Carte des infrastructures et de l'occupation des sols de la commune en 2018 (CLC).

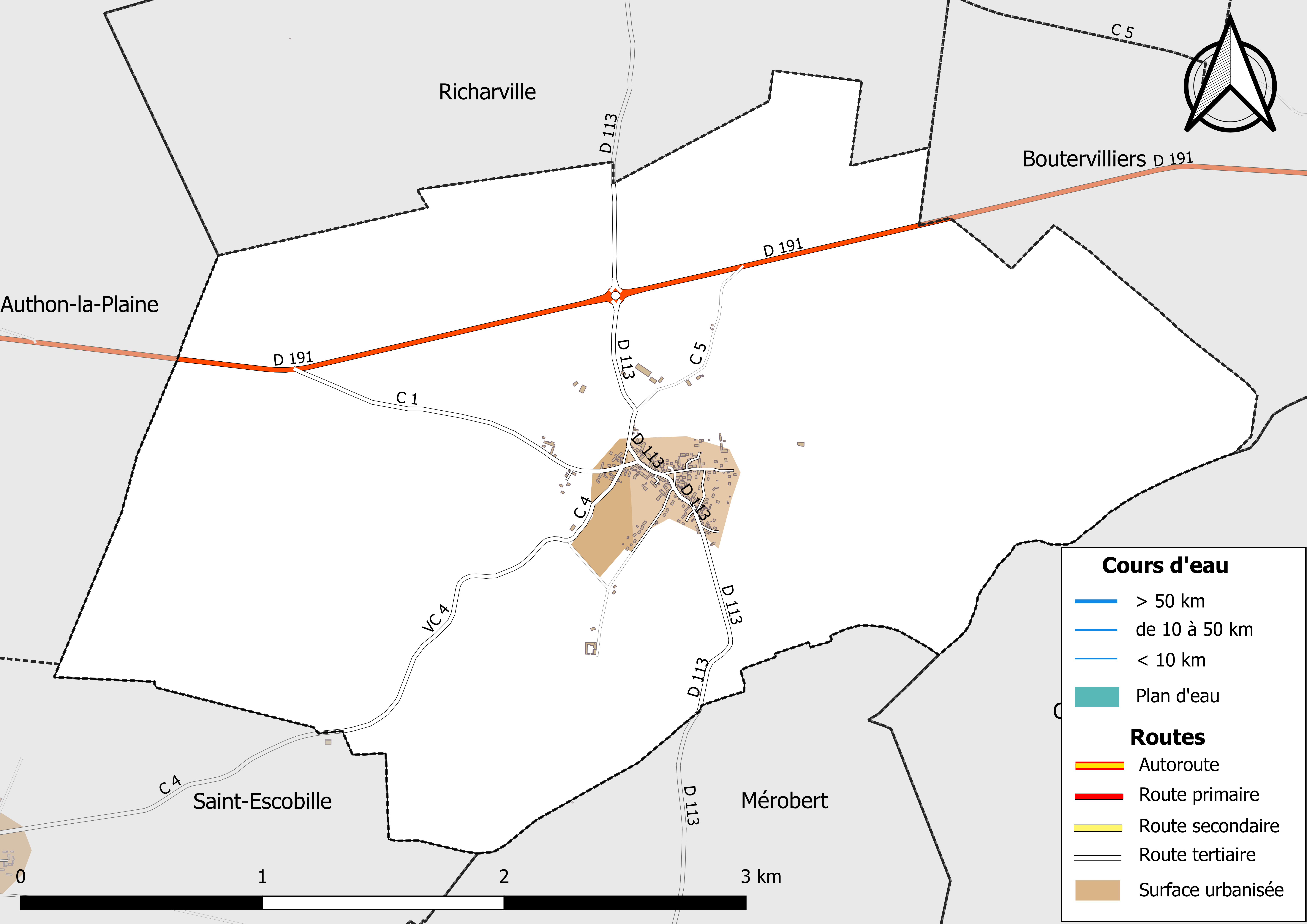
Carte hydrographique et des infrastructures de transport de la commune en 2020.

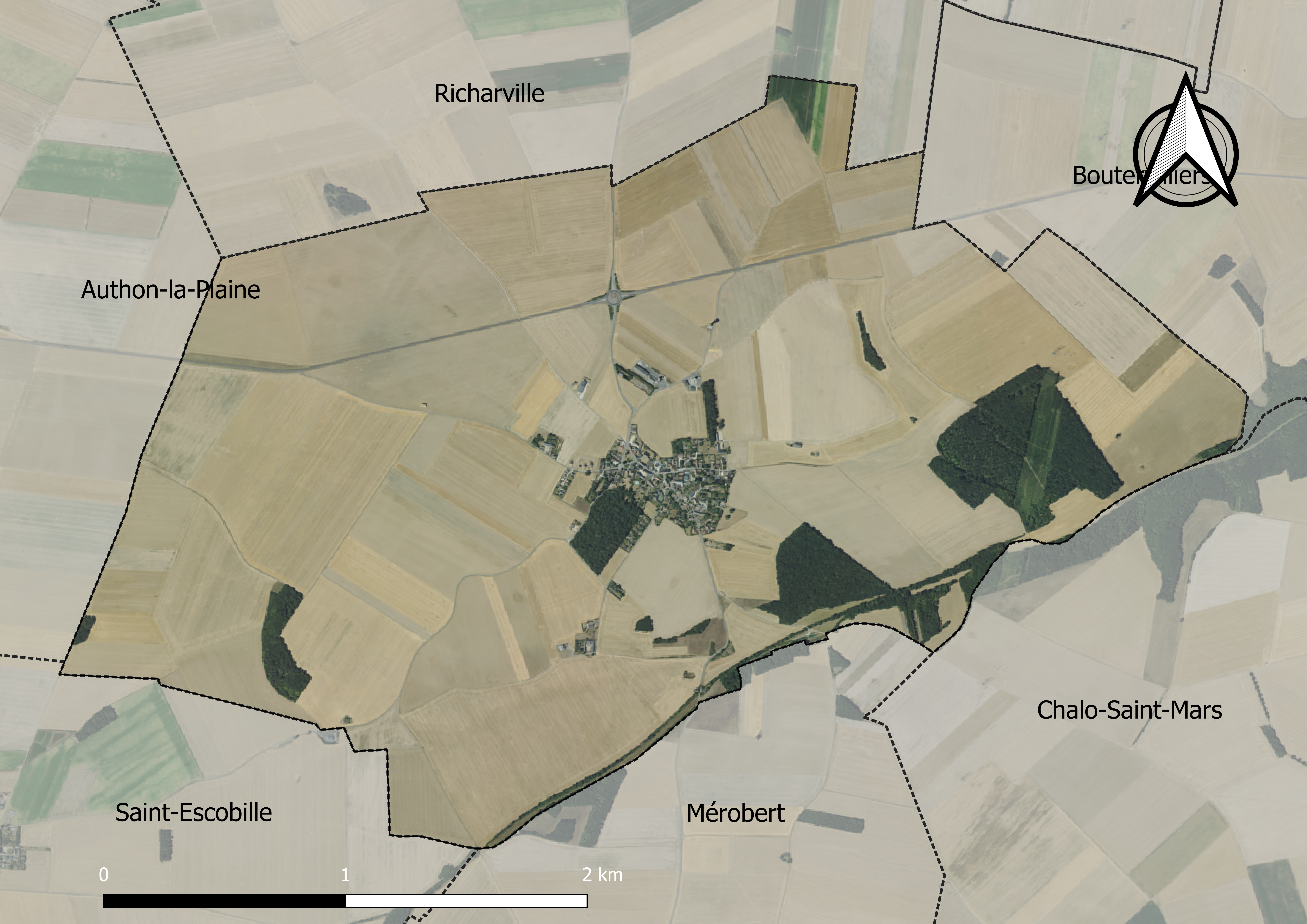
Carte orhophotogrammétrique de la commune en 2020.

### Typologie
Au 1er janvier 2024, Plessis-Saint-Benoist est catégorisée commune rurale à habitat dispersé, selon la nouvelle grille communale de densité à sept niveaux définie par l'Insee en 2022.
Elle est située hors unité urbaine. Par ailleurs la commune fait partie de l'aire d'attraction de Paris, dont elle est une commune de la couronne,. Cette aire regroupe 1 929 communes,.

### Occupation des sols
| Type d’occupation           | Pourcentage | Superficie (en hectares) |
| --------------------------- | ----------- | ------------------------ |
| Espace urbain construit     | 1,9 %       | 17,14                    |
| Espace urbain non construit | 0,8 %       | 7,35                     |
| Espace rural                | 97,3 %      | 897,97                   |
| Source : Iaurif-MOS 2008    |             |                          |

### Habitat et logement
En 2020, le nombre total de logements dans la commune était de 136, alors qu'il était de 125 en 2015 et de 124 en 2010.
Parmi ces logements, 86,9 % étaient des résidences principales, 3,3 % des résidences secondaires et 9,8 % des logements vacants. Ces logements étaient pour 98,3 % d'entre eux des maisons individuelles et pour 0 % des appartements.
Le tableau ci-dessous présente la typologie des logements à Plessis-Saint-Benoist en 2020 en comparaison avec celle de l'Essonne et de la France entière. Une caractéristique marquante du parc de logements est ainsi une proportion de résidences secondaires et logements occasionnels (3,3 %) supérieure à celle du département (1,8 %) mais inférieure  à celle de la France entière (9,7 %). Concernant le statut d'occupation de ces logements, 87 % des habitants de la commune sont propriétaires de leur logement (90,1 % en 2015), contre 58,3 % pour l'Essonne et 57,5 pour la France entière.
| Typologie                                               | Plessis-Saint-Benoist | Essonne | France entière |
| ------------------------------------------------------- | --------------------- | ------- | -------------- |
| Résidences principales (en %)                           | 86,9                  | 91,6    | 82,1           |
| Résidences secondaires et logements occasionnels (en %) | 3,3                   | 1,8     | 9,7            |
| Logements vacants (en %)                                | 9,8                   | 6,6     | 8,2            |

### Voies de communication et transports
La commune est desservie par l'ancienne route nationale 191 (actuelle RD 191) qui la relie à Étampes et Ablis.

## Toponymie

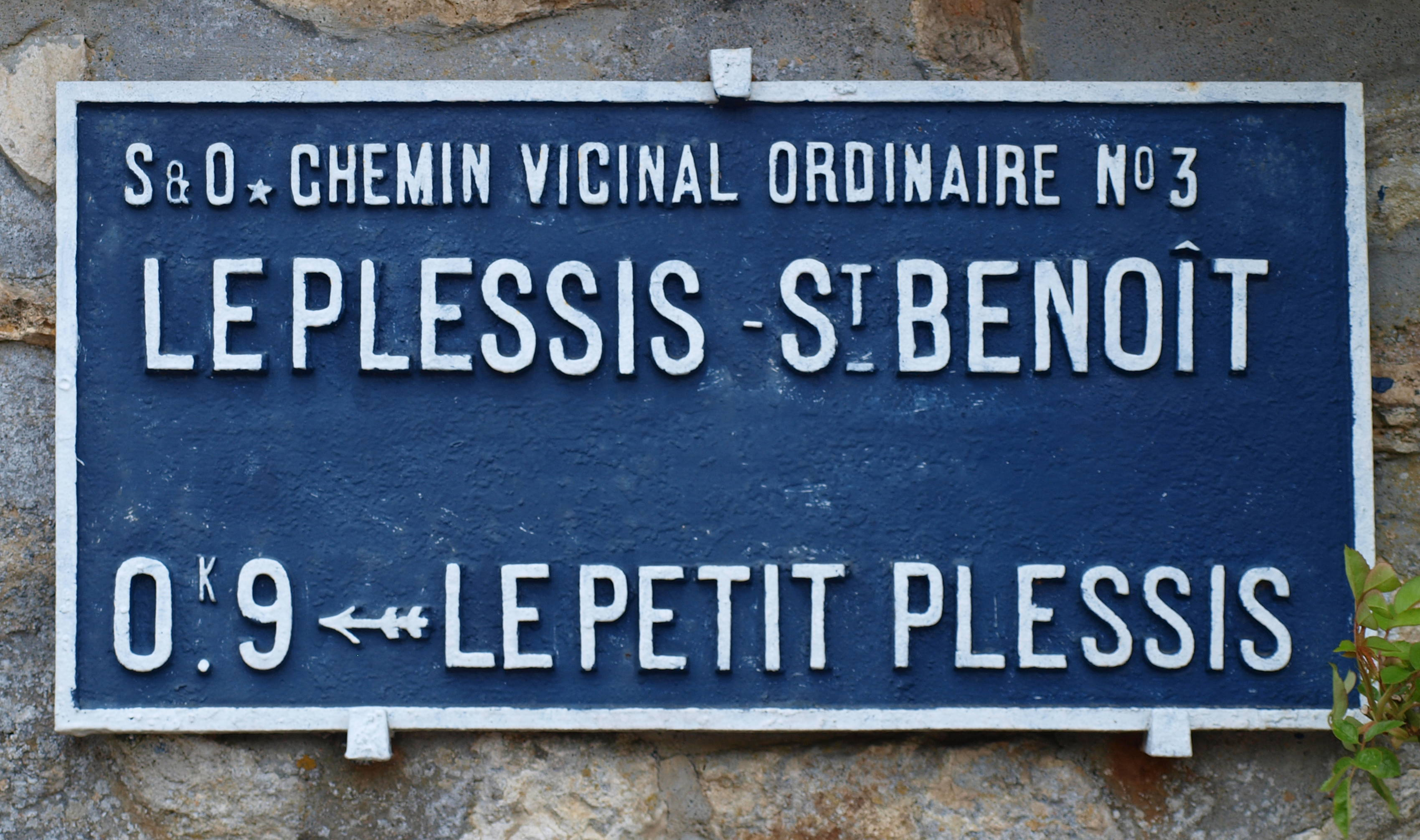
Plaque de cocher portant le nom initial de la commune.

Il s'agit d'un des nombreux noms de lieux en Plessis, dont le sens toponymique est généralement « forteresse défendue par des arbres attachés les uns aux autres », d'où le sens plus général de « château ». En tant que nom commun, il s'est souvent confondu avec l'ancien français et moyen français plaissié, terme qui désigne « un enclos formé de branches entrelacées » sous la forme du moyen français plaissis « terrain, en particulier forêt, clos d'une haie vive entrelacée ; clôture ; palissade ; au fig. : entremêlement »,.
La commune est créée en 1884 sous le nom de Plessis-Saint-Benoît. Elle prend ultérieurement l'orthographe actuelle de Plessis-Saint-Benoist.

## Histoire

### Moyen Âge
Plessis-Saint-Benoist n'est originellement qu'un écart de la paroisse d'Authon[réf. nécessaire], situé dans la partie qui appartenait à l'abbaye de Saint-Benoît-sur-Loire.
Au début du printemps de 1323, l'écuyer Pierre Rivet du Plessis, avec pour complices le clerc Guyot, fils du chevalier Guy d'Authon et le serviteur du dit chevalier, Martin de Vierville, prennent à partie le grainetier d'Étampes des moines sur le chemin de Sainville, près de Garancières, le tuent et lui arrachent les yeux. Le dossier de cette affaire criminelle et civile, édité par Bernard Gineste et mis en ligne par le Corpus Etampois, donne les noms de plusieurs lieux-dits du temps au Plessis et à Authon.

### Époque contemporaine
La commune est créée en 1884 par détachement de celle d'Authon-la-Plaine.
En 1893 est mise en service par la compagnie du chemin de fer de Paris à Orléans la ligne d'Étampes à Auneau-Embranchement, avec une gare à Plessis-Saint-Benoist, facilitant les déplacements des personnes et le transport des marchandises, notamment des productions agricoles du village et de ses environs grâce à un silo de la coopérative agricole de l’Ile de France où les grains sont entreposés.  La ligne est fermée au service voyageurs en 1939, et un trafic fret subsiste jusqu'en 1964,.

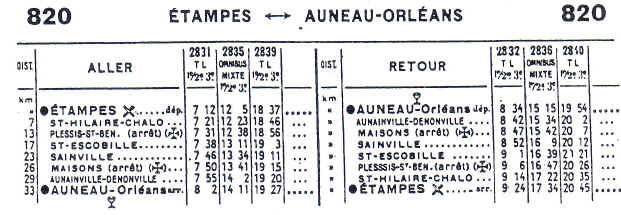
Horaires de la ligne en 1929

L’école communale est construite  après la Première Guerre mondiale. 

## Politique et administration

### Rattachements administratifs et électoraux

#### Rattachements administratifs
Antérieurement à la loi du 10 juillet 1964, la commune faisait partie du département de Seine-et-Oise. La réorganisation de la région parisienne en 1964 fit que la commune appartient désormais au département de l'Essonne et à son arrondissement d'Étampes après un transfert administratif effectif au 1er janvier 1968.
Elle faisait partie depuis sa création en 1884 du canton de Dourdan-Sud de Seine-et-Oise. Lors de la mise en place de l'Essonne, elle intègre le nouveau canton de Dourdan de ce département. Dans le cadre du redécoupage cantonal de 2014 en France, cette circonscription administrative territoriale a disparu, et le canton n'est plus qu'une circonscription électorale.

#### Rattachements électoraux
Pour les élections départementales, la commune fait partie depuis 2014 du canton d'Étampes
Pour l'élection des députés, elle fait partie de la troisième circonscription de l'Essonne.

### Intercommunalité
Plessis-Saint-Benoist est membre de la communauté d'agglomération de l'Étampois Sud-Essonne (CAESE), un établissement public de coopération intercommunale (EPCI) à fiscalité propre créé en 2016 par transformation de la communauté de communes de l’Étampois créée initialement fin 2003, et à laquelle la commune avait transféré un certain nombre de ses compétences, dans les conditions déterminées par le code général des collectivités territoriales.

### Tendances et résultats politiques

#### Élections présidentielles
Résultats des deuxièmes tours :
- Élection présidentielle de 2002 : 76,32 % pour Jacques Chirac (RPR), 23,68 % pour Jean-Marie Le Pen (FN), 90,78 % de participation[21].
- Élection présidentielle de 2007 : 70,16 % pour Nicolas Sarkozy (UMP), 29,84 % pour Ségolène Royal (PS), 89,04 % de participation[22].
- Élection présidentielle de 2012 : 64,65 % pour Nicolas Sarkozy (UMP), 35,35 % pour François Hollande (PS), 87,50 % de participation[23].
- Lors du premier tour de l'Élection présidentielle de 2017, les quatre premiers candidats choisis par les électeurs de la commune sont François Fillon (24 % des suffrages exprimés), Emmanuel Macron (23,50 %), Marine Le Pen (21,50 %) et Jean-Luc Mélenchon (16,50 %).
Au second tour, le candidat élu Emmanuel Macron recueille 109 voix (65,27 %) et Marine Le Pen 58 voix (34,73 %), lors d'un scrutin où 21,72 % des électeurs se sont abstenus[24].
- Lors du premier tour de l'Élection présidentielle de 2022, les quatre premiers candidats choisis par les électeurs de la commune sont Emmanuel Macron (28,72 % des suffrages exprimés), Marine Le Pen (23,59 %), Jean-Luc Mélenchon (13,85 %) et Valérie Pécresse (12,82 %). 
Au second tour, le candidat élu Emmanuel Macron recueille 110 voix (62,15 %) et Marine Le Pen 67 voix (37,85 %), mors d'un scrutin où 17,62 % des électeurs se sont abstenus[25].

### Administration municipale
Le conseil municipal de Plessis-Saint-Benoist, commune de moins de 1 000 habitants, est élu au scrutin majoritaire plurinominal à deux tours avec listes ouvertes et panachage. Compte tenu de la population communale, le nombre de sièges à pourvoir lors des élections municipales de 2020 est de 11, y compris le maire et ses adjoints.

### Liste des maires
| Période   | Période                        | Identité          | Étiquette | Qualité                                    |
| --------- | ------------------------------ | ----------------- | --------- | ------------------------------------------ |
| 1884      | 1888                           | Alphonse Mineau   |           |                                            |
| 1888      | 1900                           | Désiré Péchard    |           |                                            |
| 1900      | 1908                           | Jules Graffin     |           |                                            |
| 1908      | 1933                           | Alfred Marcille   |           |                                            |
| 1933      | 1934                           | Paulin Armant     |           |                                            |
| 1934      | 1945                           | Georges Ménard    |           |                                            |
| 1945      | 1963                           | Pierre Couturier  |           |                                            |
| 1963      | 1977                           | Maurice Héron     |           |                                            |
| 1977      | 1995                           | Roger Couturier   |           |                                            |
| 1995      | 2001                           | André Ménard      |           |                                            |
| 2001      | 2008                           | Jean Pessina      | DVD       |                                            |
| 2008      | mai 2023                       | Claude Fauconnier |           | Agriculteur Mort en fonction               |
| août 2023 | En cours (au 30 novembre 2023) | Corinne Missault  |           | Ingénieure ou cadre technique d'entreprise |

## Équipements et services publics
La commune se dote d'une salle polyvalente en 1987.

### Enseignement
Les élèves de Plessis-Saint-Benoist sont rattachés à l'académie de Versailles. La commune dispose d'une école élémentaire publique.

## Population et société

### Démographie
Les habitants sont appelés les Benats.

#### Évolution démographique
L'évolution du nombre d'habitants est connue à travers les recensements de la population effectués dans la commune depuis 1886. Pour les communes de moins de 10 000 habitants, une enquête de recensement portant sur toute la population est réalisée tous les cinq ans, les populations de référence des années intermédiaires étant quant à elles estimées par interpolation ou extrapolation. Pour la commune, le premier recensement exhaustif entrant dans le cadre du nouveau dispositif a été réalisé en 2006.

En 2022, la commune comptait 327 habitants, en évolution de +2,83 % par rapport à 2016 (Essonne : +2,89 %, France hors Mayotte : +2,11 %).
| 1886 | 1891 | 1896 | 1901 | 1906 | 1911 | 1921 | 1926 | 1931 |
| ---- | ---- | ---- | ---- | ---- | ---- | ---- | ---- | ---- |
| 316  | 323  | 270  | 262  | 268  | 267  | 256  | 245  | 264  |

| 1936 | 1946 | 1954 | 1962 | 1968 | 1975 | 1982 | 1990 | 1999 |
| ---- | ---- | ---- | ---- | ---- | ---- | ---- | ---- | ---- |
| 226  | 231  | 202  | 204  | 167  | 175  | 221  | 259  | 273  |

| 2006 | 2011 | 2016 | 2021 | 2022 | - | - | - | - |
| ---- | ---- | ---- | ---- | ---- | - | - | - | - |
| 306  | 308  | 318  | 329  | 327  | - | - | - | - |

#### Pyramide des âges
En 2018, le taux de personnes d'un âge inférieur à 30 ans s'élève à 37,5 %, soit en dessous de la moyenne départementale (39,9 %). À l'inverse, le taux de personnes d'âge supérieur à 60 ans est de 20,8 % la même année, alors qu'il est de 20,1 % au niveau départemental.
En 2018, la commune comptait 164 hommes pour 166 femmes, soit un taux de 50,30 % de femmes, légèrement inférieur au taux départemental (51,02 %).
Les pyramides des âges de la commune et du département s'établissent comme suit.
| Hommes | Classe d’âge | Femmes |
| ------ | ------------ | ------ |
| 0,6    | 90 ou +      | 3,0    |
| 3,1    | 75-89 ans    | 4,8    |
| 14,2   | 60-74 ans    | 15,8   |
| 20,2   | 45-59 ans    | 18,7   |
| 21,7   | 30-44 ans    | 22,8   |
| 15,3   | 15-29 ans    | 11,9   |
| 24,9   | 0-14 ans     | 22,9   |

| Hommes | Classe d’âge | Femmes |
| ------ | ------------ | ------ |
| 0,5    | 90 ou +      | 1,4    |
| 5,4    | 75-89 ans    | 7,2    |
| 12,9   | 60-74 ans    | 13,9   |
| 20     | 45-59 ans    | 19,4   |
| 19,9   | 30-44 ans    | 20,1   |
| 20     | 15-29 ans    | 18,2   |
| 21,3   | 0-14 ans     | 19,8   |

### Cultes
La paroisse catholique de Plessis-Saint-Benoist est rattachée au secteur pastoral de Dourdan et au diocèse d'Évry-Corbeil-Essonnes. Elle dispose de l'église Saint-Louis.

### Médias
L'hebdomadaire Le Républicain relate les informations locales. La commune est en outre dans le bassin d'émission des chaînes de télévision France 3 Paris Île-de-France Centre, IDF1 et Téléssonne intégré à Télif.

## Économie

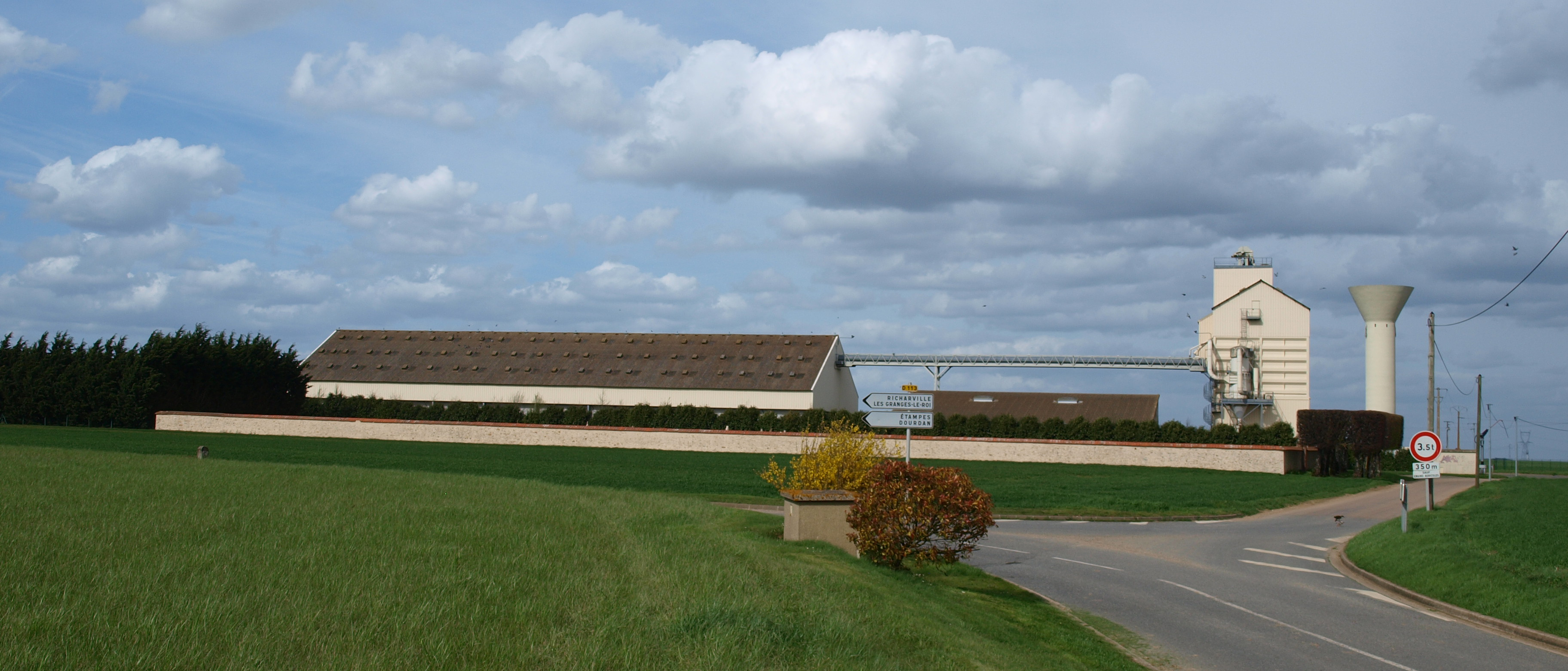
Silo céréalier.

### Emplois, revenus et niveau de vie
En 2006, le revenu fiscal médian par ménage était de 18 621 €, ce qui plaçait la commune au 5 817e rang parmi les 30 687 communes de plus de cinquante ménages que compte le pays et au 173e rang départemental.
| Répartition des emplois par catégories socioprofessionnelles en 2006. |              |                                           |                                                   |                            |                          |                           |
|                                                                       | Agriculteurs | Artisans, commerçants, chefs d’entreprise | Cadres et professions intellectuelles supérieures | Professions intermédiaires | Employés                 | Ouvriers                  |
| Plessis-Saint-Benoist                                                 | -            | -                                         | -                                                 | -                          | -                        | -                         |
| Zone d’emploi d’Étampes                                               | 1,8 %        | 6,2 %                                     | 15,1 %                                            | 24,9 %                     | 27,2 %                   | 24,8 %                    |
| Moyenne nationale                                                     | 2,2 %        | 6,0 %                                     | 15,4 %                                            | 24,6 %                     | 28,7 %                   | 23,2 %                    |
| Répartition des emplois par secteurs d’activités en 2006.             |              |                                           |                                                   |                            |                          |                           |
|                                                                       | Agriculture  | Industrie                                 | Construction                                      | Commerce                   | Services aux entreprises | Services aux particuliers |
| Plessis-Saint-Benoist                                                 | -            | -                                         | -                                                 | -                          | -                        | -                         |
| Zone d’emploi d’Étampes                                               | 2,9 %        | 16,1 %                                    | 6,7 %                                             | 14,8 %                     | 9,2 %                    | 5,8 %                     |
| Moyenne nationale                                                     | 3,5 %        | 15,2 %                                    | 6,4 %                                             | 13,3 %                     | 13,3 %                   | 7,6 %                     |
| Sources : Insee,                                                      |              |                                           |                                                   |                            |                          |                           |

## Culture locale et patrimoine

### Lieux et monuments
- L'église Saint-Louis est une bâtisse fortifiée de XIIIe au XVe siècle.
Son clocher est une tourelle fortifiée.
L'édifice a été restauré dans les années 1990[17]

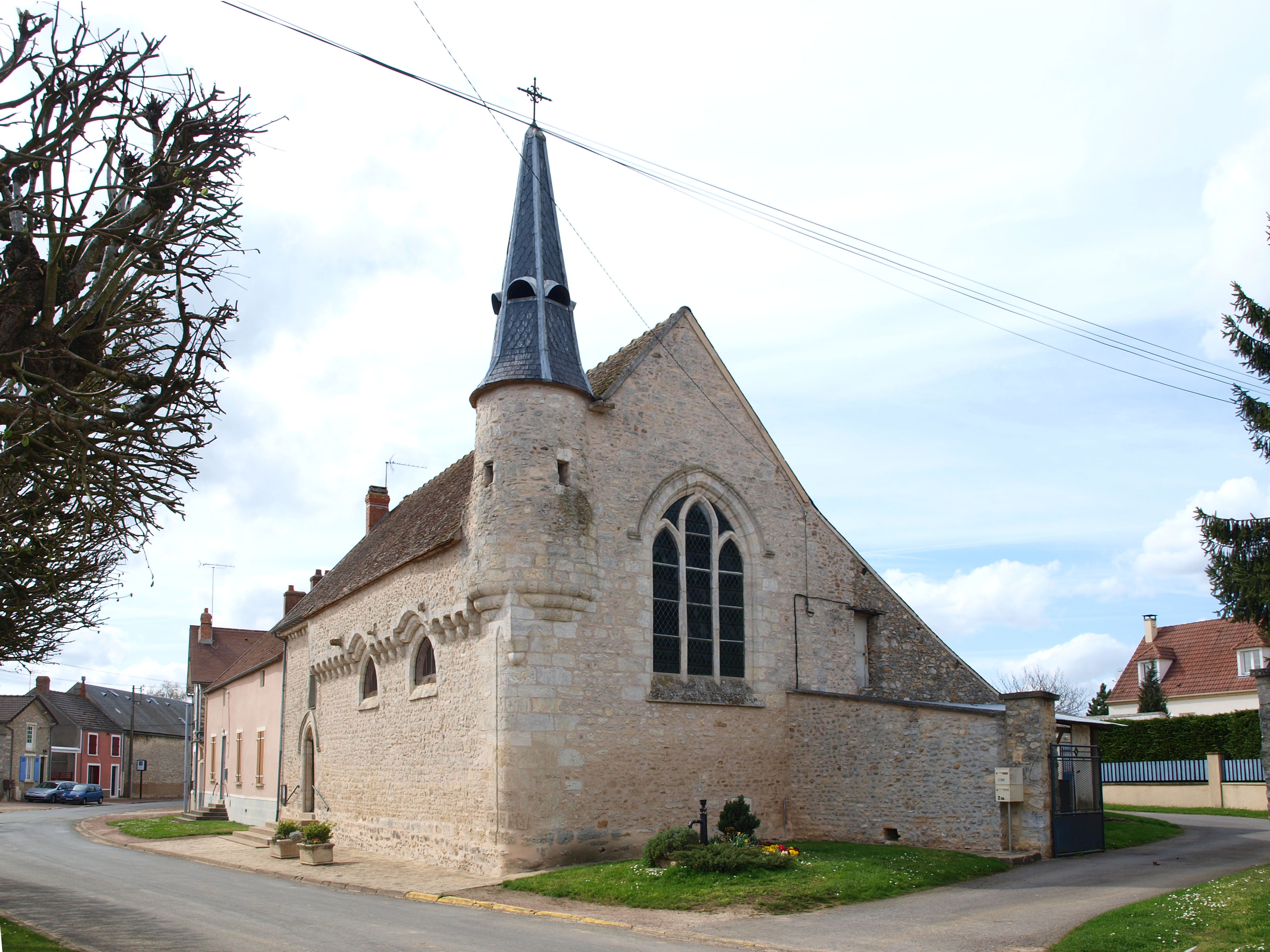
L'église fortifiée.
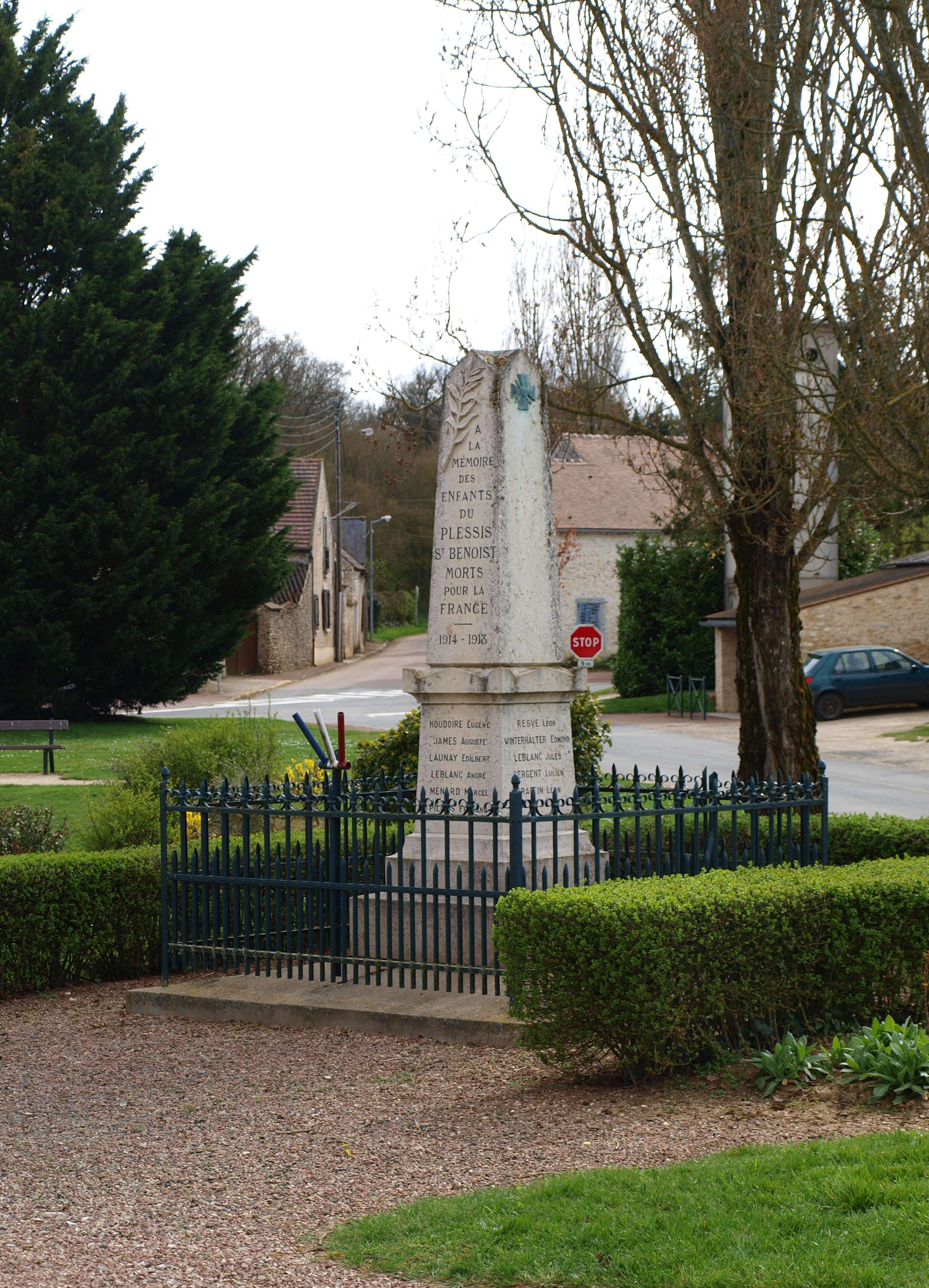
Le monument aux morts.
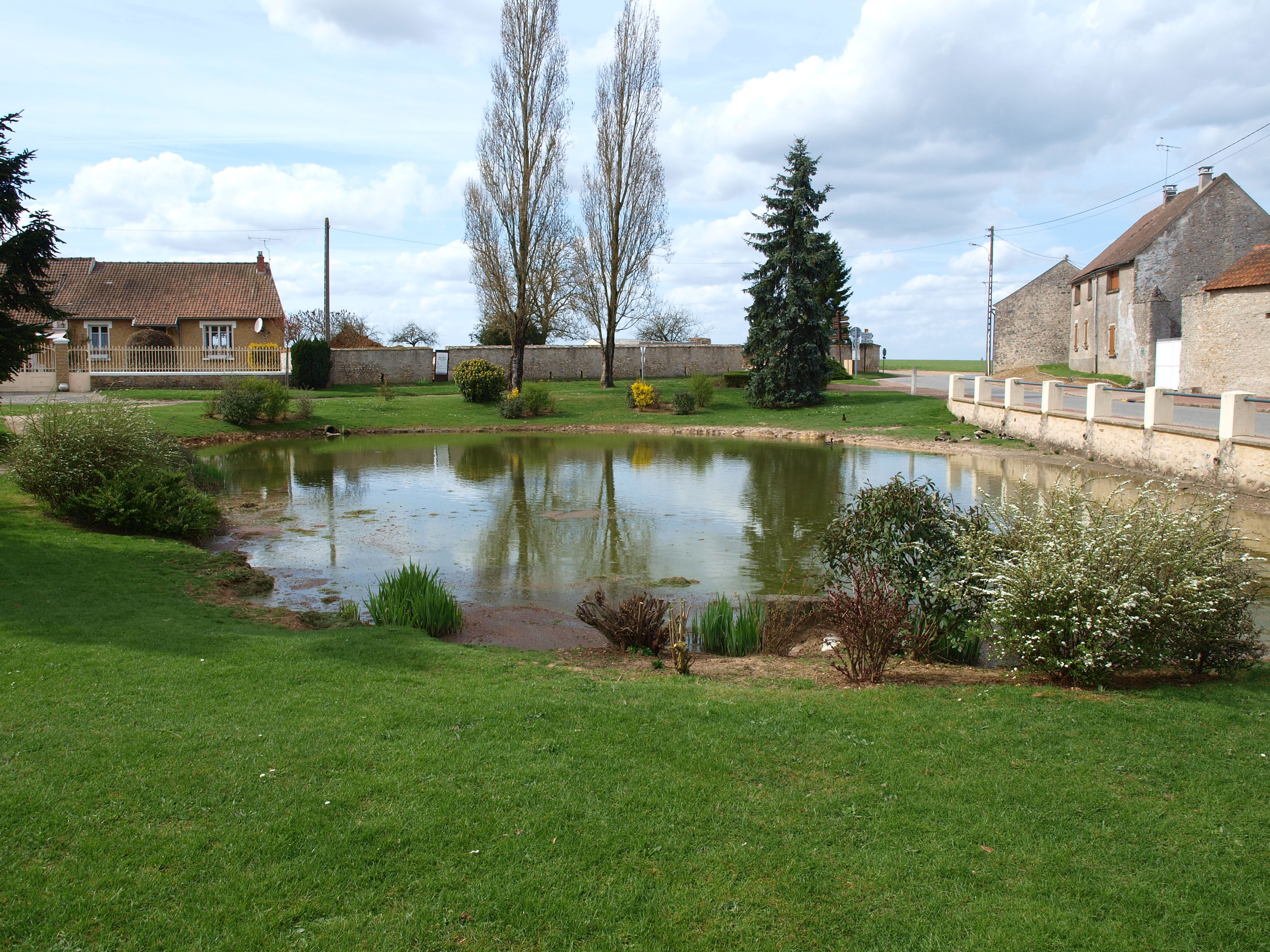
La mare du village.

## Pour approfondir